# Těsná dvojhvězda
Těsná dvojhvězda je dvojhvězda, jejíž hvězdy se nacházejí tak blízko u sebe, že se dotýkají nebo sdílejí společný plynový obal. Binární systém, jehož hvězdy mají společný plynový obal, nazýváme dvojhvězdou s dvojím kontaktem (angl. double contact binary). Téměř všechny známé těsné dvojhvězdy patří mezi navzájem se zatemňující dvojhvězdy (jedna druhé způsobují zatmění). Takové těsné dvojhvězdy jsou známé jako W Ursa Majoris hvězdy, což je odvozeno od podobného typu hvězdy W Ursa Majoris.